# پاچ لیلی
پاچ لیلی یک ترانهٔ محل ایرانی از استان گیلان است. این ترانه گیلکی تاکنون توسط چندین خواننده در سبک‌های گوناگون بازخوانی شده است.

## خوانندگانی که این ترانه را بازخوانی کرده‌اند
- منیر وکیلی (۱۹۵۸) :  منیر وکیلی این ترانه را به سبک اپرا خوانده که در صفحه گرامافون با عنوان «رقص‌ها و آوازهای ایران» (Chants Et Danses De Perse) در فرانسه منتشر شده است. نسخهٔ وکیلی در سال ۲۰۰۳ در آلبوم بازگشت او، در آمریکا بازنشر شد.
- احمد عاشورپور دیگر خواننده‌ای است که این ترانه را خوانده است.
- ملیحه سعیدی نسخه دیگری از این ترانه را اجرا کرده است.
- شیلا نهرور نیز نسخه‌ای دیگر از این ترانه را خوانده که در آلبوم جاودانه‌های گیلان ایشان منتشر شده است.
- این ترانه در آلبوم سایه کمر علیرضا شفقی‌نژاد هم منتشر شده است.
- احمد پژمان این ترانه را به صورت بی‌کلام در آلبوم "همه شهر ایران" با سینتی سایزر اجرا کرده است.
- آرمین وطنیان خواننده ی دیگری است که از نام پاچ لیلی در آهنگ خود استفاده کرده است.